# Thijs Kwakkernaat
Thijs Kwakkernaat (Delft, 20 mei 1946 – 16 december 2019) was een profvoetballer van Xerxes/DHC en Excelsior.

## Loopbaan
Kwakkernaat maakte zijn debuut in het betaalde voetbal bij de Rotterdam-Delftse fusieclub Xerxes/DHC, waar hij onder meer samenspeelde met Willem van Hanegem. Een echte doorbraak bleef uit, waarna Kwakkernaat zijn heil zocht bij Excelsior. Met de Rotterdamse club promoveerde de middenvelder in twee jaar tijd van de toenmalige Tweede divisie naar de Eredivisie. 
In 1973 degradeerde Kwakkernaat met de Kralingers naar de Eerste divisie, maar een jaar later volgde alweer promotie na het kampioenschap in de Eerste divisie. In 1976 beëindigde Kwakkernaat zijn actieve voetballoopbaan nadat hij wederom degradeerde met Excelsior.
Kwakkernaat overleed in 2019 op 73-jarige leeftijd.

## Carrièrestatistieken
| Seizoen         | Club            | Land            | Competitie      | Competitie | Competitie | Beker | Beker | Internationaal | Internationaal | Overig | Overig | Totaal | Totaal |
| Seizoen         | Club            | Land            | Competitie      | Wed.       | Dlp.       | Wed.  | Dlp.  | Wed.           | Dlp.           | Wed.   | Dlp.   | Wed.   | Dlp.   |
| --------------- | --------------- | --------------- | --------------- | ---------- | ---------- | ----- | ----- | -------------- | -------------- | ------ | ------ | ------ | ------ |
| 1964/65         | DHC             | Nederland       | Eerste divisie  | –          | 6          | –     | 3     | –              | –              | 0      | 0      | –      | 9      |
| 1965/66         | DHC             | Nederland       | Eerste divisie  | –          | 3          | –     | 0     | –              | –              | 0      | 0      | –      | 3      |
| 1966/67         | DHC '66         | Nederland       | Eredivisie      | –          | 9          | –     | 0     | –              | –              | 0      | 0      | –      | 9      |
| 1967/68         | Xerxes/DHC '66  | Nederland       | Eredivisie      | 9          | 0          | –     | 0     | –              | –              | 0      | 0      | –      | 0      |
| 1968/69         | Excelsior       | Nederland       | Tweede divisie  | 32         | 18         | 2     | 1     | –              | –              | 0      | 0      | 34     | 19     |
| 1969/70         | Excelsior       | Nederland       | Eerste divisie  | 33         | 12         | –     | 0     | –              | –              | 0      | 0      | –      | 12     |
| 1970/71         | Excelsior       | Nederland       | Eredivisie      | 33         | 5          | –     | 0     | –              | –              | 0      | 0      | –      | 5      |
| 1971/72         | Excelsior       | Nederland       | Eredivisie      | 12         | 0          | –     | 0     | –              | –              | 0      | 0      | –      | 0      |
| 1972/73         | Excelsior       | Nederland       | Eredivisie      | 25         | 3          | –     | 1     | –              | –              | 0      | 0      | –      | 4      |
| 1973/74         | Excelsior       | Nederland       | Eerste divisie  | 24         | 4          | –     | 0     | –              | –              | 0      | 0      | –      | 4      |
| 1974/75         | Excelsior       | Nederland       | Eredivisie      | 33         | 1          | –     | 0     | –              | –              | 0      | 0      | –      | 1      |
| 1975/76         | Excelsior       | Nederland       | Eredivisie      | 30         | 1          | –     | 0     | –              | –              | 0      | 0      | –      | 1      |
| 1976/77         | Excelsior       | Nederland       | Eerste divisie  | 20         | 4          | –     | 0     | –              | –              | –      | –      | –      | 4      |
| Carrière totaal | Carrière totaal | Carrière totaal | Carrière totaal | –          | 66         | –     | 5     | 0              | 0              | 0      | 0      | –      | 71     |

## Erelijst
Excelsior
| Nationaal      |    |         |
| Eerste divisie | 1x | 1973/74 |